# 科斯格羅夫 (阿肯色州)
科斯格羅夫（英語：Cosgrove）是位於美國阿肯色州奇科特縣的一個非建制地區。該地的面積和人口皆未知。

## 地理
科斯格羅夫的座標為33°18′23″N 91°23′58″W / 33.30639°N 91.39944°W，而該地的平均海拔高度為36米（即118英尺）。